# نيثان هيل
نيثان هيل (بالإنجليزية: Nathan Hale)‏و (6 يونيو 1755 - 22 سبتمبر 1776) كان جنديا في الجيش القاري خلال حرب الاستقلال الأمريكية، تطوع لمهمة جمع المعلومات الاستخبارية في مدينة نيويورك ولكن تم القبض عليه من قبل البريطانيين وأعدم. ويزعم أن كلماته الأخيرة قبل إعدامه كانت: «أنا فقط أسف أن لدي حياة واحدة افقدها لصالح بلدي».
التحق بجامعة ييل، حيث تخرج في عام 1773، وأصبح معلما أولاً في شرق هادام ثم في نيو لندن. انضم بعد ذلك إلى فوج كونيتيكت في عام 1775، وشارك في حصار بوسطن، وكُلف برتبة كابتن عام (1776)، ثم ذهب إلى نيويورك مع لواء ويليام هيث ويقال أنه شارك في القبض على زلة من تحت بنادق رجل حرب بريطاني. تم القبض على هيل في 21 سبتمبر 1776، من قبل البريطانيين أثناء محاولته العودة إلى فوجه، بعد أن اخترق الخطوط البريطانية في لونغ آيلاند للحصول على معلومات. وقد شُنق بدون محاكمة في اليوم التالي. تعتبر التقاليد الثورية الأمريكية هيل بطلًا وشهيدًا، حيث من المفترض أنه قال قبل وفاته «أنا فقط نادم على أنه ليس لدي إلا حياة واحدة لأفقدها من أجل بلدي»، وهي مقولة مشابهة لتلك التي ظهرت في مسرحية جوزيف أديسون (كاتو) . كُتب في يوميات أحد الضباط البريطانيين في يوم إعدام هيل: «لقد تصرف بصرامة كبيرة وثقة، قائلاً إنه يعتقد أنه من واجب كل ضابط جيد، أن يطيع أي أوامر يصدرها له القائد العام؛ وأتمنى أن يكون المتفرجون مستعدين في جميع الأوقات لمواجهة الموت بأي شكل قد يظهر».